# Distribució de Marchenko-Pastur
En la teoria matemàtica de matrius aleatòries, la distribució de Marchenko-Pastur, o llei de Marchenko-Pastur, descriu el comportament asimptòtic de valors singulars de grans matrius aleatòries rectangulars. El teorema rep el nom dels matemàtics soviètics Vladimir Marchenko i Leonid Pastur que van demostrar aquest resultat el 1967.
Si {\displaystyle X} denota a {\displaystyle m\times n} matriu aleatòria les entrades de la qual són variables aleatòries independents distribuïdes de manera idèntica amb mitjana 0 i variància {\displaystyle \sigma ^{2}<\infty }, deixar
{\displaystyle Y_{n}={\frac {1}{n}}XX^{T}}
i deixar {\displaystyle \lambda _{1},\,\lambda _{2},\,\dots ,\,\lambda _{m}} ser els valors propis de {\displaystyle Y_{n}} (vistes com a variables aleatòries). Finalment, cal considerar la mesura aleatòria
{\displaystyle \mu _{m}(A)={\frac {1}{m}}\#\left\{\lambda _{j}\in A\right\},\quad A\subset \mathbb {R} .}
comptant el nombre de valors propis del subconjunt {\displaystyle A} inclòs en {\displaystyle \mathbb {R} }.

## Funció de distribució acumulada
Utilitzant la mateixa notació, la funció de distribució acumulada és
{\displaystyle F_{\lambda }(x)={\begin{cases}{\frac {\lambda -1}{\lambda }}\mathbf {1} _{x\in [0,\lambda _{-})}+\left({\frac {\lambda -1}{2\lambda }}+F(x)\right)\mathbf {1} _{x\in [\lambda _{-},\lambda _{+})}+\mathbf {1} _{x\in [\lambda _{+},\infty )},&{\text{si }}\lambda >1\\F(x)\mathbf {1} _{x\in [\lambda _{-},\lambda _{+})}+\mathbf {1} _{x\in [\lambda _{+},\infty )},&{\text{si }}0\leq \lambda \leq 1,\end{cases}}}